# Jordviva
Jordviva (Primula vulgaris) är en perennväxt i vivesläktet. 

## Utbredning
Jordviva finns framförallt i Väst- och Centraleuropa, från västra Norge och Färöarna söderut till Portugal och österut till Balkanhalvön och Ukraina, samt i Algeriet, Iran och Turkiet. I Sverige fanns den fram till början av 1900-talet på Kullaberg i Skåne län, men finns numera bara som trädgårdsväxt och förvildade trädgårdsformer.

## Utseende och ekologi
Jordviva är en 5–15 centimeter hög ört som trivs på frisk, näringsfattig mark. Den växer vid bäckkanter, på ängar samt i snår och glesa lövskogar. Blomningen sker i april–maj och vivan får 2–3,5 centimeter doftlösa ljust gula blommor med orange fläckar vid svalget. Arten saknar stjälk och har solitära blommor på långa, långhåriga blomskaft direkt från jordstammen. Fodret är långsmalt och har långa, lansettlika flikar. Bladen sitter i rosett med korta skaft, är omvänt äggrunda och glest trubbtandade.
Efter blomningen lägger sig blomskaften ned. Frukten som bildas är i form av en 8–10 millimeter äggrund kapsel som blir kortare än fodret.
Jordviva kan bilda hybrider med gullviva (P. veris) och lundviva (P. elatior). Trädgårdsformerna av jordviva finns i flera olika färgvarianter.

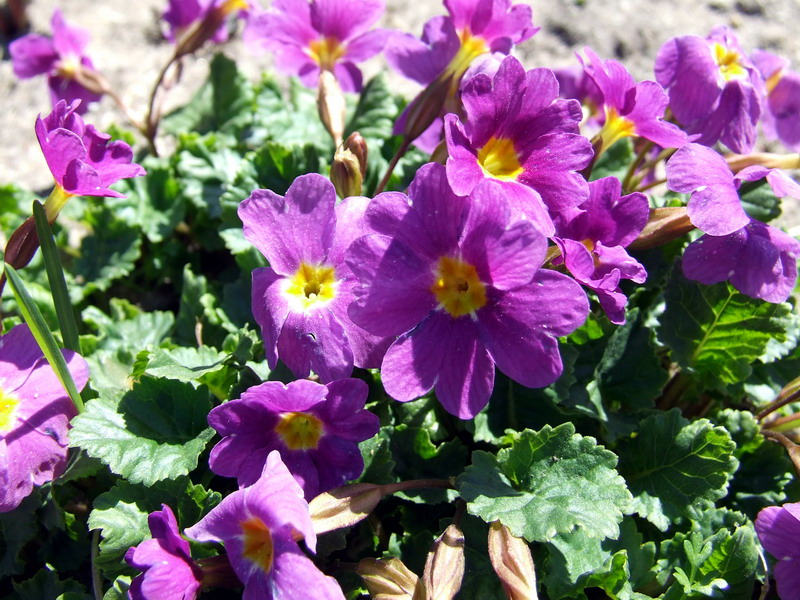
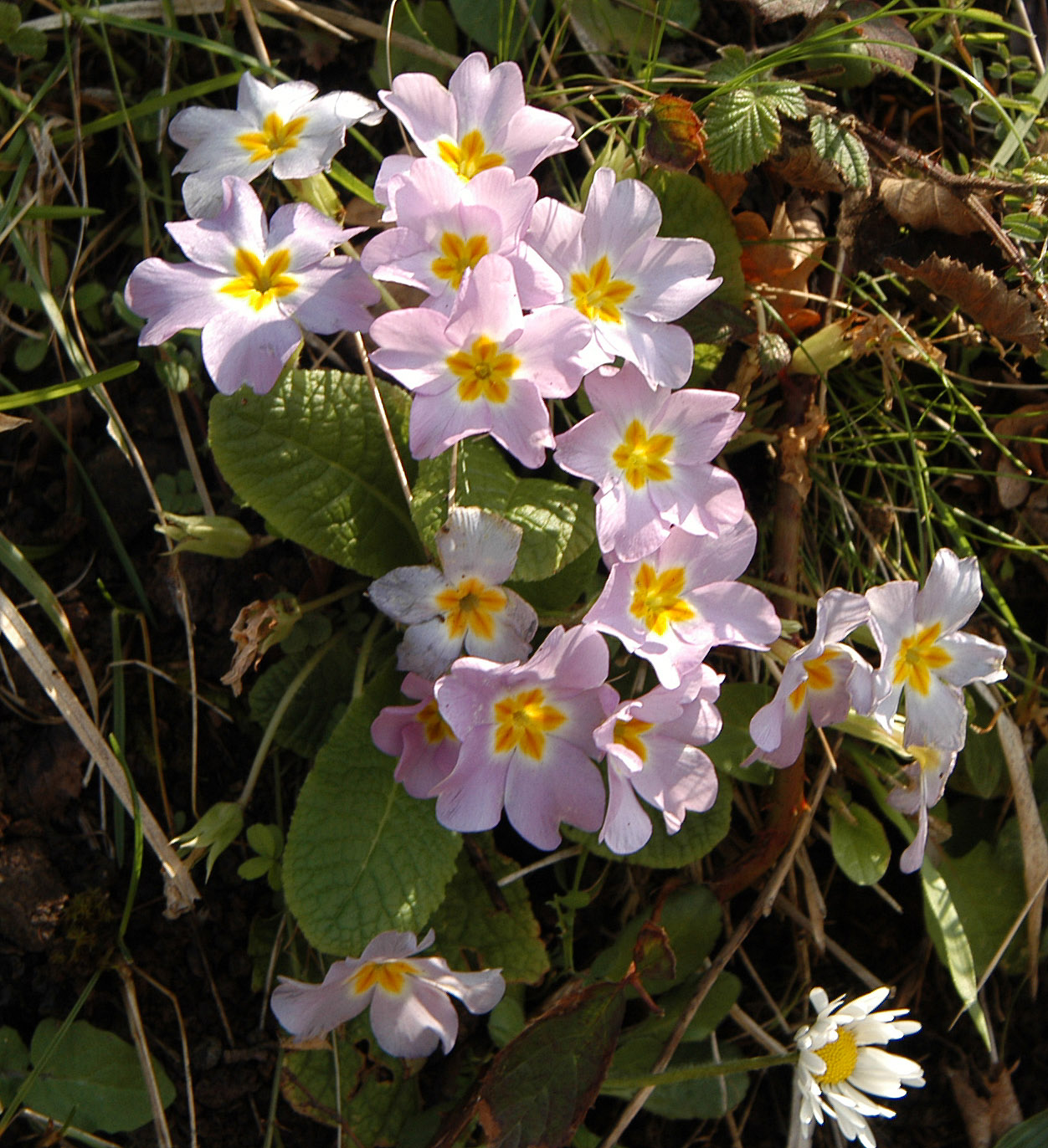
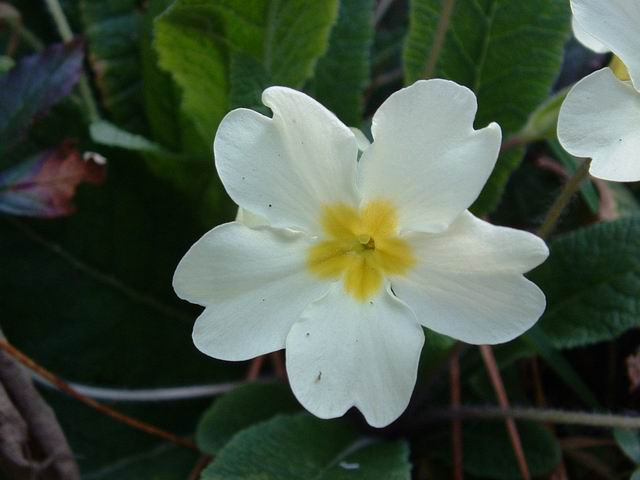